# Peridea hazebroeki
Peridea hazebroeki är en fjärilsart som beskrevs av Loibl 1957. Peridea hazebroeki ingår i släktet Peridea och familjen tandspinnare. Inga underarter finns listade i Catalogue of Life.